# Pigment biliar
Pigmenții biliari sunt produși ai catabolismului hemului. Catabolismul poate avea loc fie la moartea hematiilor, fie atunci cînd la nivelul ficatului au loc degradări ale proteinelor acestuia.
Din punct de vedere chimic sunt derivați ai pirolului de culoare galbenă, verde sau roșie.
Dintre cei mai importanți :
- Bilirubina cel mai important pigment biliar, un marker important al afecțiunilor hepatice, putînd fi depistată în urină sau piele (icter).
- Urobilinogen format prin degradarea bilirubinei la nivelul intestinului gros, compus incolor.
- Stercobilinogenul produsul de degradare finală a bilirubinei, compus de asemenea incolor excretat prin urină și fecale.